# Мельник Володимир Анатолійович
Володимир Анатолійович Мельник (нар. 21 листопада 1979) — український футболіст, півзахисник.

## Кар'єра гравця
Футбольну кар'єру розпочав 1996 року в другій команді донецького «Шахтаря». Влітку 1997 року підсилив склад «Металурга» (Комсомольське). На початку 1998 року виїхав до Латвії, де протягом 4 років захищав кольори «Сконто». У 2002 році захищав кольори «Дінабурга». Під час зимової перерви сезону 2002/03 років повернувся до України, де підписав контракт з харківським «Арсеналом». влітку 2003 року перейшов до броварського «Нафкому», проте вже незабаром відправився в оренду до білоцерківської «Росі». Після цього виступав у клубах «Сталь» (Дніпродзержинськ) та «Закарпаття» (Ужгород). По завершенні контракту з ужгородським клубом виїхав до Словаччини, де захищав кольори нижчолігового клубу «Спишська-Нова-Весь». У 2007 році виїхав до Латвії. де підписав контракт з першоліговим клубом «Віндава». Допоміг команді вийти до еліти латвійського футболу. Влітку 2008 року перейшов до «Юрмали», у футболці якої завершив футбольну кар'єру 2012 року.

## Досягнення
- Вірсліга
  -  Чемпіон (4): 1998, 1999, 2000, 2001

- Кубок Латвії
  -  Володар (3): 1998, 2000, 2001
  -  Фіналіст (2): 1999, 2010